# Гай Флавий Фимбрия (консул)
Гай Фла́вий Фи́мбрия (лат. Gaius Flavius Fimbria; родился до 147 — умер между 100 и 91 годами до н. э.) — римский политический деятель и оратор, консул 104 года до н. э.

## Происхождение
Гай Флавий был «новым человеком»: среди его предков не было высших римских магистратов. Соответствующая запись в Капитолийских фастах не сохранилась, так что неизвестно, какие преномены носили отец и дед Гая.

## Биография
Дата рождения Гая Флавия неизвестна. Учитывая требования закона Виллия, согласно которым избираться в консулы можно было начиная с 42-летнего возраста, канадский исследователь Г. Самнер относит появление Фимбрии на свет ко времени до 147 года до н. э.
Источники сообщают, что, не имея знатных предков, Гай Флавий был вынужден преодолевать серьёзные препятствия в своей карьере. Согласно Цицерону, он «напрягал силы в далеко не легкой борьбе с недругами, чтобы ценой трудов добиться почестей». Фимбрия занимал должность народного трибуна, выдвигал свою кандидатуру в эдилы, но потерпел поражение на выборах. Не позже 107 года до н. э. он должен был занимать должность претора. Наконец, в 104 году до н. э. Гай Флавий достиг вершины своей карьеры — консулата, причём это был второй год подряд, когда консулами были два «новых человека»: коллегой Фимбрии стал Гай Марий, а годом ранее высшими магистратами были Публий Рутилий Руф и Гней Маллий Максим.
О деятельности Гая Флавия на высоком посту практически ничего не известно. После консулата и (возможно) управления какой-то провинцией он был привлечён к суду Марком Гратидием по обвинению в злоупотреблениях. Свидетелем обвинения был Марк Эмилий Скавр, один из наиболее влиятельных римлян того времени; тем не менее приговор был оправдательным. В декабре 100 года до н. э. Фимбрия вместе с другими сенаторами принял участие в решающей схватке со сторонниками популяра Луция Аппулея Сатурнина: Цицерон называет его в числе видных римлян, явившихся к храму Санка, чтобы взять оружие из общественного хранилища.
К 91 году до н. э. Гай Флавий был уже мёртв.

## Интеллектуальные занятия
Гай Флавий часто выступал в суде как защитник. По словам Цицерона, он был сведущ в гражданском праве, а его речь «отличалась свободой и непринуждённостью», так что он неплохо справлялся со своими обязанностями. При этом Фимбрия считался среди адвокатов «совершенным грубияном, бранчливым, резким на язык и вообще слишком горячим и увлекающимся»; ему была свойственна «манера разевать рот и растягивать слова». Речи Фимбрии издавались, и Цицерон читал их в детстве, но к 46 году до н. э., когда был написан трактат «Брут, или О знаменитых ораторах», эти произведения уже трудно было найти.
Ум и прямота Гая Флавия обеспечили ему определённое влияние в сенате.

## Потомки
Предположительно, сыновьями Гая были двое легатов времён гражданских войн, принадлежавших к марианской «партии». Один из них, тоже Гай, участвовал в Первой Митридатовой войне и покончил с собой, когда его армия перешла на сторону Суллы; другой, чей преномен неизвестен, в 82 году до н. э. был подчинённым Гая Норбана и погиб в результате предательства Публия Альбинована.